# Pontonema vulgare
Pontonema vulgare is een rondwormensoort uit de familie van de Oncholaimidae. De wetenschappelijke naam van de soort is voor het eerst geldig gepubliceerd in 1865 door Bastian.